# Ebony
Ebony — американский ежемесячный журнал, ориентированный на афроамериканскую аудиторию. Был основан в Чикаго Джоном Джонсоном, ранее (с 1942 года) уже издававшим карманное издание Negro Digest, издаётся с осени 1945 года.
По своей тематике журнал, согласно замыслу издателя, должен был стать аналогом Life, но для чернокожих. В журнале печатаются статьи о новостях экономики, политики, культуры и спорта, связанной так или иначе с чернокожими деятелями США и других стран мира, а также биографии выдающихся чернокожих прошлого и современности, хотя первоначально фокусировался только на актёрах и спортсменах.
Реклама тех или иных товаров в Ebony предполагает изображение рядом с ними исключительно чернокожих моделей. К началу XXI века тираж журнала составил 1,8 млн экземпляров.